# Resident Evil
Resident Evil, познат као Biohazard у Јапану и Притајено зло у Србији, јапанска је серија видео-игара и медијска франшиза чији је аутор Capcom. Чине је survival horror, пуцачина из трећег лица и пуцачина из првог лица, са играчима који обично преживљавају у окружењима испуњеним зомбијима и другим бићима. Франшиза се проширила на играну филмску серију, анимиране филмове, телевизијске серије, стрипове, романе, аудио-драме и друге медије и робу.
Први Resident Evil створили су су Шинџи Миками и Токуро Фуџивара, а објављен је за PlayStation 1996. године. Заслужан је за дефинисање жанра survival horror и повратак зомбија у популарну културу. Видео-игром Resident Evil 4 (2005), франшиза је прешла на динамичнију акцију снимања; утицала је на еволуцију жанра survival horror и жанрова из трећег лица, популаришући поглед из трећег лица „преко рамена”. Resident Evil 7: Biohazard (2017) померио је серију у перспективу из првог лица. Capcom је такође објавио три римејка серије: Resident Evil (2002), Resident Evil 2 (2019) и Resident Evil 3 (2020), док ће Resident Evil 4 бити објављен 2023. године.
Први филм Притајено зло приказан је 2002. године, након чега је уследило пет наставака и рибут 2021. године, под називом Почетак. Филмови су углавном добили негативне критике, али су зарадили више од милијарду долара, што је Притајено зло учинило играном серијом филмова по видео-игари са највећом зарадом. Resident Evil је најпродаванија франшиза свог власника, са 125 милиона продатих примерака широм света од марта 2022. године. Најпродаванија је серија хорор видео-игара, што је чини франшизом са највећом зарадом у жанровима хорора и зомбија.

## Дела
| 1996 |          |
| 1997 |          |
| 1998 |          |
| 1999 |          |
| 2000 |          |
|      |          |
| 2001 |          |
|      |          |
| 2002 | (римејк) |
| 2002 |          |
| 2003 |          |
|      |          |
| 2004 |          |
| 2005 |          |
| 2006 |          |
| 2007 |          |
| 2008 |          |
| 2009 |          |
|      |          |
| 2010 |          |
| 2011 |          |
| 2012 |          |
|      |          |
|      |          |
| 2013 |          |
| 2014 |          |
| 2015 |          |
| 2016 |          |
| 2017 |          |
| 2018 |          |
| 2019 | (римејк) |
| 2020 | (римејк) |
| 2020 |          |
| 2021 |          |
| 2022 |          |
| 2023 | (римејк) |

### Играни филмови
| Наслов                           | Година            | Режија             | Продуцент                                                                                    | Сценарио           |
| Оригинална серија                | Оригинална серија | Оригинална серија  | Оригинална серија                                                                            | Оригинална серија  |
| -------------------------------- | ----------------- | ------------------ | -------------------------------------------------------------------------------------------- | ------------------ |
| Притајено зло                    | 2002.             | Пол В. С. Андерсон | Пол В. С. Андерсон, Бернд Ајхингер, Џереми Болт и Самјуел Хадида                             | Пол В. С. Андерсон |
| Притајено зло: Апокалипса        | 2004.             | Александер Вит     | Пол В. С. Андерсон, Џереми Болт и Дон Кармоди                                                | Пол В. С. Андерсон |
| Притајено зло: Истребљење        | 2007.             | Расел Макалхи      | Пол В. С. Андерсон, Џереми Болт, Роберт Кулцер, Бернд Ајхингер и Самјуел Хадида              | Пол В. С. Андерсон |
| Притајено зло: Живот после смрти | 2010.             | Пол В. С. Андерсон | Пол В. С. Андерсон, Џереми Болт, Роберт Кулцер, Дон Кармоди, Бернд Ајхингер и Самјуел Хадида | Пол В. С. Андерсон |
| Притајено зло: Освета            | 2012.             | Пол В. С. Андерсон | Пол В. С. Андерсон, Џереми Болт, Самјуел Хадида, Дон Кармоди и Роберт Кулцер                 | Пол В. С. Андерсон |
| Притајено зло: Коначно поглавље  | 2016.             | Пол В. С. Андерсон | Пол В. С. Андерсон, Џереми Болт, Роберт Кулцер и Самјуел Хадида                              | Пол В. С. Андерсон |
| Рибут                            |                   |                    |                                                                                              |                    |
| Притајено зло: Почетак           | 2021.             | Јоханес Робертс    | Џејмс Харис, Хартли Горенстајн и Роберт Кулцер                                               | Јоханес Робертс    |

### Анимирани филмови
| Наслов                      | Година | Режија             | Продуцент                                            | Сценарио        |
| --------------------------- | ------ | ------------------ | ---------------------------------------------------- | --------------- |
| Притајено зло: Извршилац    | 2000.  | Коичи Охата        | Кенџи Јошида и Наоки Мијачи                          | Даисуке Окамото |
| Притајено зло: Дегенерација | 2008.  | Макото Камија      | Хиројуки Кобајаши                                    | Шотаро Суга     |
| Притајено зло: Проклетство  | 2012.  | Макото Камија      | Хиројуки Кобајаши                                    | Шотаро Суга     |
| Притајено зло: Вендета      | 2017.  | Таканори Цудзимото | Хиројуки Кобајаши, Хиројасу Шинохара и Такаши Шимизу | Макото Фуками   |

### Телевизијске серије
| Назив                         | Година | Издавачка кућа |
| ----------------------------- | ------ | -------------- |
| Притајено зло: Бескрајна тама | 2021.  |                |
| Притајено зло                 | 2022.  |                |